# Кріс Мейсон (хокеїст)
Кріс Мейсон (англ. Chris Mason; 20 квітня 1976, Ред-Дір, Альберта) — канадський хокеїст, воротар.

## Ігрова кар'єра
Кар'єру хокейного воротаря розпочав 1993 року в Західній хокейній лізі у клубі «Вікторія Кугарс». Протягом наступних трьох сезонів відіграв у складі «Принс-Джордж Кугарс» (ЗХЛ), був обраний у Драфті НХЛ 1995 року під 122 номером у п'ятому раунді клубом «Нью-Джерсі Девілс». 
Як вільний агент Мейсон підписав контракт з Майті Дакс оф Анагайм 27 червня 1997 року але один сезон відіграв за фарм-клуб «Цинциннаті Майті Дакс», після чого був проданий разом з Марком Моро до Нашвілл Предаторс в обмін на Домініка Русселя.
Мейсон дебютував в НХЛ у сезоні 1998/99, відігравши у трьох іграх (більшість сезону цього та наступних він провів у фарм-клубі «Мілвокі Едміралс»). Після трьох сезонів у складі «Предаторс», Мейсон покинув клуб як вільний агент та підписав контракт з Флорида Пантерс. Кріс виступав за фарм-клуб «Сан-Антоніо Ремпедж» у сезоні 2002/03 років. Він повторно підписав з «пантерами» контракт на один рік, але так і не заграв у основному складі і повернутися до «Нашвілл Предаторс». 
У сезоні 2003/04, в 17 матчах Кріс відіграв 743 хвилини та чотири перемоги в основний час. 
Через локаут у НХЛ 2004/05, Мейсон грав за норвезький клуб «Волеренга» (Осло). Був визначений як найкращий воротар ліги та став чемпіоном Норвегії.
15 квітня 2006 року Мейсон закинув шайбу та став дев'ятим воротарем НХЛ який коли-небудь закидав шайбу у ворота супротивника.
У міжсезоння 2007 року, Томаш Вокоун який був основним покинув клуб і Мейсон став першим номером, загалом він провів 51 матч це 2691 хвилин чистого часу. 
20 червня 2008 року, Мейсон був проданий до Сент-Луїс Блюз. За два сезони, як номер один він провів в кар'єрі найбільшу кількість матчів 61 та 57 матч, що склало 27 та 30 перемог відповідно.
1 липня 2010 року, Мейсон покинув «Блюз» і підписав на два роки контракт з Атланта Трешерс, відіграв 33 матчі. Наступний сезон, 2011/12 років провів у Вінніпег Джетс, відіграв лише 20 матчів.  
1 липня 2012 року, Мейсон повернувся до «Нашвілл Предаторс», уклавши однорічний контракт, став резервним воротарем. 
Сезон 2013/14 років провів у італійському клубі «Ренон Спорт», виступав за збірну Канади на Кубка Шпенглера.
Сезон 2014/15 років проводив за Аугсбург Пантерс, після чого завершив кар'єру гравця.

## Кар'єра (збірні)
Мейсон дебютував у складі національної збірної на чемпіонаті світу 2006, але не грав. Виграв золоту медаль зі збірною Канади на чемпіонаті світу 2007, був третім резервним воротарем. Свій перший матч він зіграв на чемпіонаті світу 2009 в Швейцарії, завоював срібну медаль. 
Кріс був резервним воротарем на випадок травми у воротарів які вирушили на Зимові Олімпійські ігри 2010. Був основним воротарем на чемпіонаті світу 2010 в Німеччині, де вони програли збірній Росії у чвертьфіналі 2:5. 

## Нагороди та досягнення
- Чемпіон Норвегії у складі «Волеренги» (Осло) — 2005
- Чемпіон світу у складі збірної Канади — 2007
- Срібний призер чемпіонату світу — 2009
- Чемпіон Італії у складі «Ренон Спорт» — 2014